# Sierpiński-probléma
A Sierpiński-probléma egy számelméleti kérdés, ami így szól: melyik a legkisebb Sierpiński-szám?
1962-ben John Selfridge vetette fel, hogy a 78 557 a kérdésre a válasz. Ezt azóta Selfridge-sejtésnek is nevezik. Selfridge bizonyította, hogy ez a szám Sierpiński-szám. De azt a kérdést nem tudta eldönteni, hogy ez-e a legkisebb ilyen tulajdonságú szám.
2007-ben 6 kivételével minden kisebb számra sikerült belátni, hogy nem rendelkezik a kívánt tulajdonsággal. Vagyis mindössze ezt a 6 számot kell megvizsgálni, és ha ez sikerült, akkor megkapjuk a választ a Sierpiński-problémára.
2002-től a Seventeen or Bust névre hallgató projekt vizsgálta a kérdést, komoly számítástechnikai háttérrel. A program kezdetén még 17 szám státusza várt eldöntésre, innen a program neve. 2007-re ez lecsökkent 6-ra, vagyis 11-ről sikerült bizonyítani, hogy nem a kívánt tulajdonságúak, azaz a megfelelő halmazban sikerült prímet találni. A projekt adatvesztés miatt 2016 áprilisában megszűnt, a problémát a PrimeGrid keretében vizsgálják tovább, ahol 2016 októberében újabb számot zártak ki a lehetséges esetek közül.  Jelenleg az alábbi 5 szám tisztázása vár a projektre: